# Matriu de disseny
En estadística i en particular en anàlisi de regressió, una matriu de disseny, també coneguda com a matriu de model o matriu de regressió i sovint denotada per X, és una matriu de valors de variables explicatives d'un conjunt d'objectes. Cada fila representa un objecte individual, amb les columnes successives corresponents a les variables i els seus valors específics per a aquest objecte. La matriu de disseny s'utilitza en certs models estadístics, per exemple, el model lineal general. Pot contenir variables indicadores (uns i zeros) que indiquen la pertinença a un grup en una ANOVA, o pot contenir valors de variables contínues.
La matriu de disseny conté dades sobre les variables independents (també anomenades variables explicatives) en un model estadístic que pretén explicar les dades observades sobre una variable de resposta (sovint anomenada variable dependent). La teoria relacionada amb aquests models utilitza la matriu de disseny com a entrada per a alguna àlgebra lineal: vegeu, per exemple, regressió lineal. Una característica notable del concepte de matriu de disseny és que pot representar diversos dissenys experimentals i models estadístics diferents, com ara ANOVA, ANCOVA i regressió lineal.

## Definició
La matriu de disseny es defineix com una matriu {\displaystyle X} de tal manera que {\displaystyle X_{ij}} (la j-èsima columna de la i-èsima fila de {\displaystyle X}) representa el valor de la j-èsima variable associada amb l'i-èssim objecte.
Un model de regressió es pot representar mitjançant la multiplicació de matrius com a
{\displaystyle y=X\beta +e,}
on X és la matriu de disseny, {\displaystyle \beta } és un vector dels coeficients del model (un per a cada variable), {\displaystyle e} és un vector d'errors aleatoris amb mitjana zero, i y és el vector de sortides predites per a cada objecte.

## Mida
La matriu de disseny té dimensió n per p, on n és el nombre de mostres observades i p és el nombre de variables (característiques) mesurades en totes les mostres.
En aquesta representació, les diferents files solen representar diferents repeticions d'un experiment, mentre que les columnes representen diferents tipus de dades (per exemple, els resultats de sondes particulars). Per exemple, suposem que es realitza un experiment on s'atrapen 10 persones del carrer i se'ls fan 4 preguntes. La matriu de dades M seria una matriu de 10 × 4 (és a dir, 10 files i 4 columnes). Les dades de la fila i i la columna j d'aquesta matriu serien la resposta de la i-èsima persona a la j-èsima pregunta.

## Exemples

### Mitjana aritmètica
La matriu de disseny per a una mitjana aritmètica és un vector columna d'uns.

### Regressió lineal simple
Aquesta secció dóna un exemple de regressió lineal simple, és a dir, una regressió amb una sola variable explicativa, amb set observacions. Els set punts de dades són {yi, xi}, per a i = 1, 2, …, 7. El model de regressió lineal simple és
{\displaystyle y_{i}=\beta _{0}+\beta _{1}x_{i}+\varepsilon _{i},\,}
on {\displaystyle \beta _{0}} és la intersecció amb l'eix y i {\displaystyle \beta _{1}} és el pendent de la recta de regressió. Aquest model es pot representar en forma de matriu com a
{\displaystyle {\begin{bmatrix}y_{1}\\y_{2}\\y_{3}\\y_{4}\\y_{5}\\y_{6}\\y_{7}\end{bmatrix}}={\begin{bmatrix}1&x_{1}\\1&x_{2}\\1&x_{3}\\1&x_{4}\\1&x_{5}\\1&x_{6}\\1&x_{7}\end{bmatrix}}{\begin{bmatrix}\beta _{0}\\\beta _{1}\end{bmatrix}}+{\begin{bmatrix}\varepsilon _{1}\\\varepsilon _{2}\\\varepsilon _{3}\\\varepsilon _{4}\\\varepsilon _{5}\\\varepsilon _{6}\\\varepsilon _{7}\end{bmatrix}}}
on la primera columna d'1s de la matriu de disseny permet l'estimació de la intersecció amb l'eix y, mentre que la segona columna conté els valors de x associats amb els valors de y corresponents. La matriu les columnes de la qual són uns i x' en aquest exemple és la matriu de disseny.

### Regressió múltiple
Aquesta secció conté un exemple de regressió múltiple amb dues covariables (variables explicatives): w i x. Suposem de nou que les dades consten de set observacions i que per a cada valor observat que es pugui predir ({\displaystyle y_{i}}), també s'observen els valors wi xi de les dues covariables. El model a considerar és
{\displaystyle y_{i}=\beta _{0}+\beta _{1}w_{i}+\beta _{2}x_{i}+\varepsilon _{i}}
Aquest model es pot escriure en termes matricials com
{\displaystyle {\begin{bmatrix}y_{1}\\y_{2}\\y_{3}\\y_{4}\\y_{5}\\y_{6}\\y_{7}\end{bmatrix}}={\begin{bmatrix}1&w_{1}&x_{1}\\1&w_{2}&x_{2}\\1&w_{3}&x_{3}\\1&w_{4}&x_{4}\\1&w_{5}&x_{5}\\1&w_{6}&x_{6}\\1&w_{7}&x_{7}\end{bmatrix}}{\begin{bmatrix}\beta _{0}\\\beta _{1}\\\beta _{2}\end{bmatrix}}+{\begin{bmatrix}\varepsilon _{1}\\\varepsilon _{2}\\\varepsilon _{3}\\\varepsilon _{4}\\\varepsilon _{5}\\\varepsilon _{6}\\\varepsilon _{7}\end{bmatrix}}}
Aquí la matriu de 7×3 del costat dret és la matriu de disseny

### ANOVA unidireccional (model de mitjanes de cel·la)
Aquesta secció conté un exemple amb una anàlisi de la variància unidireccional (ANOVA) amb tres grups i set observacions. El conjunt de dades donat té les tres primeres observacions que pertanyen al primer grup, les dues observacions següents que pertanyen al segon grup i les dues últimes observacions que pertanyen al tercer grup. Si el model que s'ha d'ajustar és només la mitjana de cada grup, aleshores el model és
{\displaystyle y_{ij}=\mu _{i}+\varepsilon _{ij}}
que es pot escriure
{\displaystyle {\begin{bmatrix}y_{1}\\y_{2}\\y_{3}\\y_{4}\\y_{5}\\y_{6}\\y_{7}\end{bmatrix}}={\begin{bmatrix}1&0&0\\1&0&0\\1&0&0\\0&1&0\\0&1&0\\0&0&1\\0&0&1\end{bmatrix}}{\begin{bmatrix}\mu _{1}\\\mu _{2}\\\mu _{3}\end{bmatrix}}+{\begin{bmatrix}\varepsilon _{1}\\\varepsilon _{2}\\\varepsilon _{3}\\\varepsilon _{4}\\\varepsilon _{5}\\\varepsilon _{6}\\\varepsilon _{7}\end{bmatrix}}}
En aquest model {\displaystyle \mu _{i}} representa la mitjana de la {\displaystyle i} èsim grup.

### ANOVA unidireccional (desplaçament del grup de referència)
El model ANOVA es podria escriure de manera equivalent com a cada paràmetre de grup {\displaystyle \tau _{i}} sent un desplaçament d'alguna referència general. Normalment, aquest punt de referència es pren com un dels grups en qüestió. Això té sentit en el context de comparar múltiples grups de tractament amb un grup de control i el grup de control es considera la "referència". En aquest exemple, es va escollir el grup 1 com a grup de referència. Per tant, el model a ajustar és
{\displaystyle y_{ij}=\mu +\tau _{i}+\varepsilon _{ij}}
amb la restricció que {\displaystyle \tau _{1}} és zero.
{\displaystyle {\begin{bmatrix}y_{1}\\y_{2}\\y_{3}\\y_{4}\\y_{5}\\y_{6}\\y_{7}\end{bmatrix}}={\begin{bmatrix}1&0&0\\1&0&0\\1&0&0\\1&1&0\\1&1&0\\1&0&1\\1&0&1\end{bmatrix}}{\begin{bmatrix}\mu \\\tau _{2}\\\tau _{3}\end{bmatrix}}+{\begin{bmatrix}\varepsilon _{1}\\\varepsilon _{2}\\\varepsilon _{3}\\\varepsilon _{4}\\\varepsilon _{5}\\\varepsilon _{6}\\\varepsilon _{7}\end{bmatrix}}}
En aquest model {\displaystyle \mu } és la mitjana del grup de referència i {\displaystyle \tau _{i}} és la diferència respecte al grup {\displaystyle i} al grup de referència. {\displaystyle \tau _{1}} no s'inclou a la matriu perquè la seva diferència respecte al grup de referència (el mateix) és necessàriament zero.